# کاسالیا، مونته کاتینی ول دی چزینا
کاسالیا (به ایتالیایی: Casaglia) یک منطقهٔ مسکونی در ایتالیا است که در مونته‌کاتینی وال دی چچینا واقع شده‌است. کاسالیا ۱۲ نفر جمعیت دارد و ۱۳۰ متر بالاتر از سطح دریا واقع شده‌است.